# Huracán Joaquín
El huracán Joaquín  fue un poderoso ciclón tropical que devastó varios distritos de las Bahamas y causó daños en las Islas Turcas y Caicos, partes de las Antillas Mayores y Bermudas. También fue el huracán atlántico de origen no tropical más fuerte registrado en la era de los satélites.   Joaquín, la décima tormenta con nombre, tercer huracán y segundo huracán importante de la temporada de huracanes del Atlántico de 2015, evolucionó de una baja no tropical a convertirse en una depresión tropical el 28 de septiembre, muy al suroeste de las Bermudas. Moderada por una cizalladura del viento desfavorable, la depresión se desplazó hacia el suroeste. Después de convertirse en tormenta tropical al día siguiente, Joaquín experimentó una rápida intensificación, alcanzando el estatus de huracán el 30 de septiembre y la fuerza de huracán mayor de categoría 4 el 1 de octubre. Serpenteando sobre el sur de las Bahamas, la mirada de Joaquín pasó cerca o sobre varias islas. El 3 de octubre, el huracán se debilitó un poco y aceleró hacia el noreste. Más tarde ese día se produjo una re-intensificación abrupta y Joaquín adquirió vientos sostenidos de 155 millas por hora (250 km/h), justo por debajo de la categoría 5.
En conjunto, Joaquín mató a 34 personas y causó daños por valor de 200.000 dólares. millones en daños. Con 34 muertes atribuidas a la tormenta que ocurrió en el mar, Joaquín tiene el mayor número de muertes en alta mar por cualquier huracán del Atlántico desde el huracán Escuminac en 1959, que mató a 35 personas en el estrecho de Northumberland.
Aunque Joaquín nunca afectó directamente a los Estados Unidos, otro gran sistema de tormentas sobre los estados del sureste extrajo una enorme humedad del huracán, lo que provocó inundaciones catastróficas en Carolina del Sur .

## Historia meteorológica
El 25 de septiembre de 2015, el Centro Nacional de Huracanes de Estados Unidos (NHC) comenzó a monitorear una baja de nivel superior, acompañada por una vaguada superficial, varios cientos de millas al sur-suroeste de Bermudas para una posible ciclogénesis tropical .  El sistema se consolidó gradualmente a medida que se desplazaba hacia el norte-noroeste, adquiriendo una baja superficie cerrada a fines del 26 de septiembre.  Las lluvias convectivas y las tormentas eléctricas aumentaron de manera constante el 27 de septiembre y a las 03:00 UTC. El 28 de septiembre , el NHC evaluó que el sistema se había convertido en una depresión tropical, situada aproximadamente a 405 millas (650 km) al suroeste de Bermudas.    Aunque la depresión presentaba un punto bajo bien definido, una fuerte cizalladura del viento desplazó la convección y expuso la circulación. Se pronosticó que una cresta al norte dirigiría el sistema lentamente hacia el noroeste hacia una región de mayor cizalladura; los meteorólogos del NHC inicialmente describieron al sistema disipándose en 96 horas basadas en representaciones de modelos. La convección se desarrolló y persistió más cerca del centro de circulación durante todo el 28 de septiembre  y, a principios del 29 de septiembre, las clasificaciones satelitales de Dvorak indicaron que el sistema se convirtió en una tormenta tropical. En consecuencia, se le asignó el nombre de Joaquín, convirtiéndose en la décima tormenta con nombre de la temporada.  

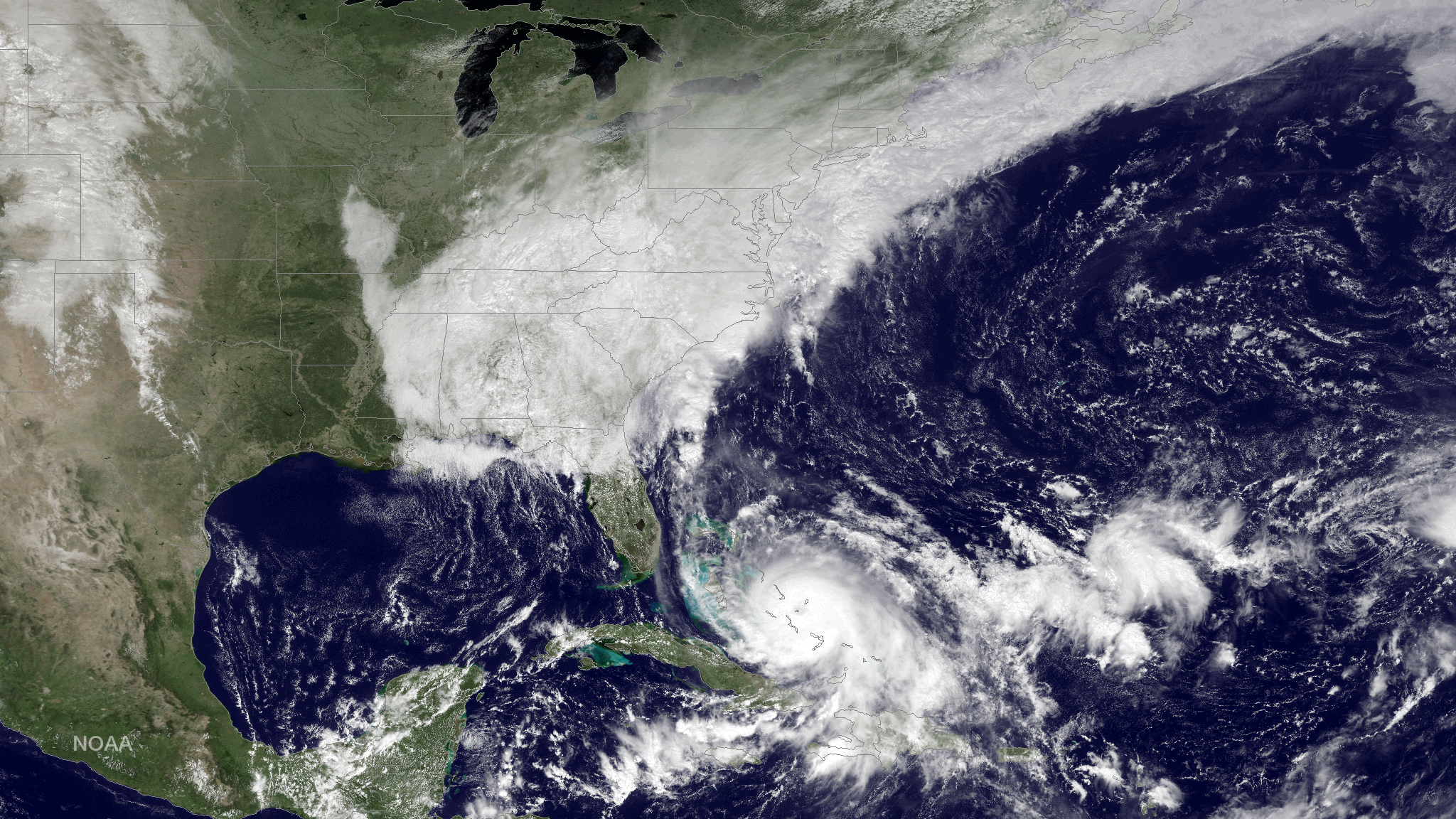
El huracán Joaquín serpentea alrededor de las Bahamas el 2 de octubre. Observe el sistema al norte, que produjo fuertes lluvias sobre las Carolinas.

Poco después de alcanzar su punto máximo, la estructura general del huracán comenzó a deteriorarse, lo que indica una tendencia al debilitamiento.  El 4 de octubre, la tormenta se desvió hacia el norte-noreste entre un gran sistema de baja presión al oeste y una dorsal de nivel medio al este.  A medida que la convección profunda sobre su núcleo continuaba disminuyendo,  Joaquín pasó alrededor de 70 mi (112,7 km) al oeste-noroeste de Bermudas cerca de las 00:00 UTC del 5 de octubre, con vientos de 85 millas por hora (140 kilómetros por hora). La tendencia de debilitamiento se desaceleró ese día a medida que la presentación satelital de la tormenta mejoró ligeramente, marcada por breves reapariciones de una característica distintiva del ojo. Joaquín giró gradualmente hacia el noreste alrededor de la periferia de la débil cresta, y posteriormente aceleró hacia el este-noreste a medida que ingresaba a los vientos predominantes del oeste .  El sistema mantuvo su intensidad de huracán hasta las 15:00 UTC del 7 de octubre, momento en el que el fortalecimiento de la cizalladura del viento y un ambiente cada vez más frío comenzaron a pasar factura.  El patrón de nubes se volvió asimétrico a medida que el aire más frío y seco se infiltraba en la circulación, formando las primeras etapas de una estructura frontal .  Con su transición extratropical ya en marcha, Joaquín perdió su identidad como ciclón tropical a las 03:00 UTC del 8 de octubre, a unos 850 mi (1367,9 km) al sureste de Cape Race, Terranova .  Durante los siguientes días, el remanente extratropical de Joaquín continuó rumbo al este a través del Atlántico, antes de llegar a Portugal el 10 de octubre  Durante los siguientes 5 días, el remanente de Joaquín se movió lentamente hacia el sur a lo largo de la costa de Portugal, hasta que el sistema fue absorbido por otro sistema frontal ubicado al este de España, el 15 de octubre 

## Preparaciones

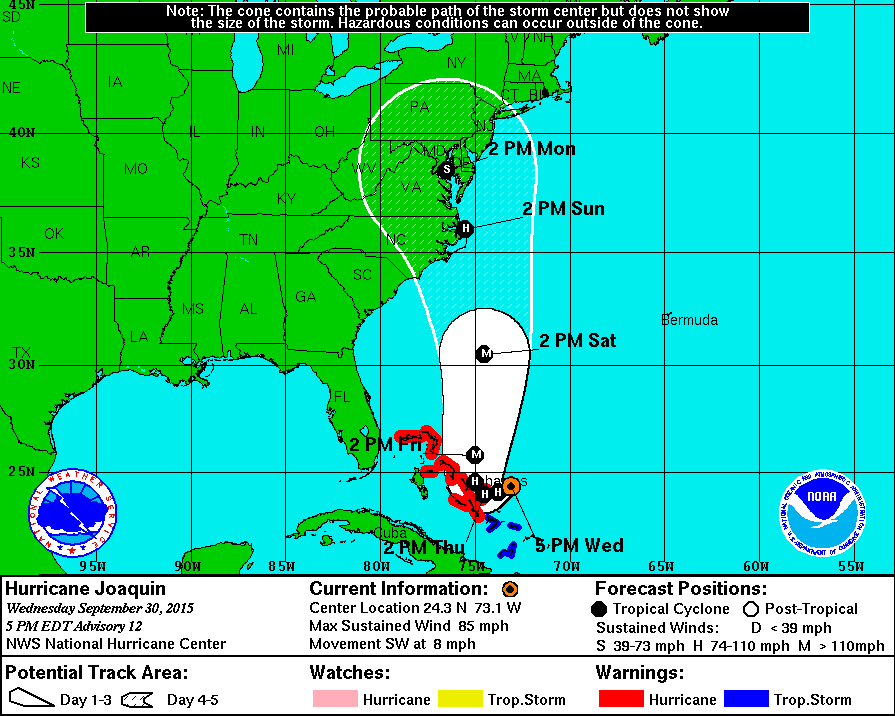
El pronóstico de cinco días del NHC para Joaquín a las 5:00 pm EDT (21:00 UTC) el 30 de septiembre, que muestra el aterrizaje en Estados Unidos.

A partir de las primeras horas del 30 de septiembre (UTC) se emitieron alertas y avisos de ciclones tropicales en todas las Bahamas;  para el 1 de octubre, los avisos de huracán se extendieron desde la isla Gran Bahama en el noroeste hasta Mayaguana en el sureste.  A medida que la tormenta se alejaba, las últimas alertas se interrumpieron en la mañana del 3 de octubre  Todas las escuelas en Exuma, Cat Island, San Salvador y Rum Cay cerraron la tarde del 1 de octubre hasta nuevo aviso. Bahamasair canceló varios vuelos nacionales, y la mayoría de los aeropuertos de la nación insular fueron cerrados, a la espera de las inspecciones de las pistas posteriores a la tormenta. Varios cruceros que tenían previsto llegar a Nueva Providencia fueron desviados a otros puertos el 2 de octubre  Se recomendó a los residentes de Mayaguana que evacuaran. La Agencia Nacional de Gestión de Emergencias (NEMA) del país activó su Centro de Operaciones de Emergencia. A medida que las condiciones empeoraron, los residentes de las islas del sur de las Bahamas criticaron al gobierno por proporcionar una advertencia inadecuada y por no haber realizado preparativos de emergencia en Acklins. NEMA refutó la afirmación y afirmó que la gente recibió amplias advertencias, pero muchos residentes se negaron a evacuar. En algunos casos, se llamó a la policía para trasladar por la fuerza a las personas a refugios.
En las Islas Turcas y Caicos, al sureste de las Bahamas, la tormenta obligó al cierre de escuelas y oficinas gubernamentales. Dos cruceros fueron redirigidos desde la isla y el Aeropuerto Internacional de Providenciales suspendió sus operaciones por un tiempo. Las islas fueron puestas bajo advertencia de tormenta tropical el 1 de octubre  El 2 de octubre (UTC), se izaron avisos de tormenta tropical a lo largo de las provincias costeras de Camagüey, Las Tunas, Holguín y Guantánamo en Cuba . 

## Impacto y consecuencias

### Bahamas

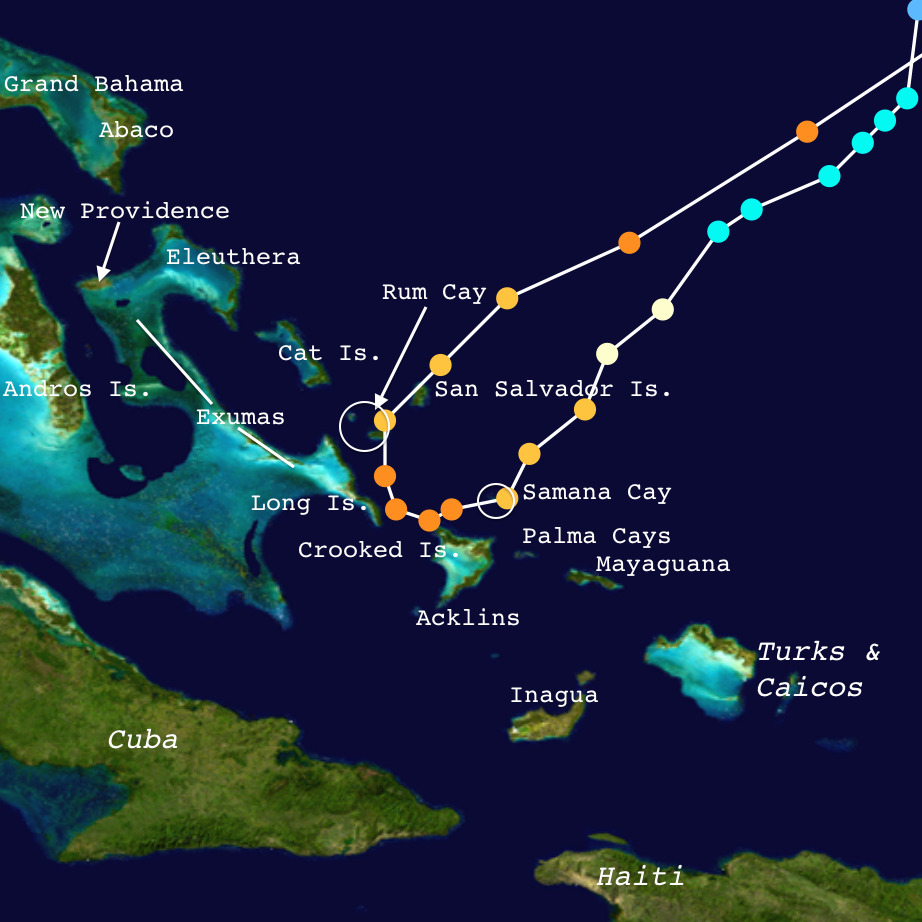
Pista ampliada y anotada de Joaquín del 29 de septiembre – 3 de octubre representando su recorrido por las Bahamas

Las grandes olas que se produjeron antes de la llegada de la tormenta a las Bahamas arrasaron una carretera principal en la isla de San Salvador. A medida que el huracán se acercaba, varias islas sufrieron cortes generalizados de electricidad. Se recibieron informes de inundaciones y personas que necesitaban asistencia de Acklins, Crooked Island, Exuma y Long Island. Los cortes de electricidad y de comunicaciones afectaron a las islas del sudeste del país, dejando a varias islas prácticamente aisladas inmediatamente después del huracán Joaquín. El huracán desconectó las 59 estaciones celulares de BTC, y la mayoría de ellas volvieron a funcionar en dos semanas. Para el 21 de octubre, la Corporación de Electricidad de las Bahamas había remediado aproximadamente el 80% de sus cortes de energía, con la ayuda de equipos de New Providence y el grupo de la Asociación Caribeña de Empresas de Servicios Eléctricos. Los primeros reconocimientos aéreos revelaron que Acklins, Rum Cay, Crooked Island y San Salvador Island estaban "completamente devastadas". En todo el archipiélago, las inundaciones provocadas por el huracán atraparon a más de 500 residentes.

### Antillas mayores: Cuba y Haití
Aunque el centro de la tormenta permaneció al norte de las Antillas Mayores, algunas zonas costeras experimentaron fuertes vientos y mares agitados. En Cuba, la estación de la bahía de Guantánamo registró rachas de 55 millas por hora (89 kilómetros por hora). La tormenta provocó inundaciones costeras y daños en techos en la provincia de Granma; más de 100 Viviendas afectadas en la provincia. Las lluvias de la tormenta aliviaron un poco las condiciones de una sequía récord en las provincias de Granma, Guantánamo y Santiago de Cuba, aunque muchos embalses permanecieron por debajo de los 30 por ciento de capacidad en este último. Niquero, Granma, vio 6,2 plg de lluvia.
Al norte de Haití, la 212 pies (64,6 m) El carguero Minouche comenzó a hundirse debido al mal tiempo. La Guardia Costera de Estados Unidos rescató sanos y salvos a los 12 miembros de la tripulación de una balsa salvavidas el 1 de octubre por la noche.

### Bermudas

Bucle de satélite IR mejorado, que muestra a Joaquín haciendo su aproximación más cercana a Bermudas a principios de octubre. 5

A medida que las condiciones empeoraron durante el 4 de octubre, las carreteras de Bermudas se vieron obstruidas por escombros y aguas de inundación, y los equipos eléctricos combatieron los crecientes cortes de energía. A la mañana siguiente, el huracán había dejado sin electricidad a más de 15.000 clientes; el servicio se restableció en la gran mayoría de los hogares el 8 de octubre, a pesar de que otras inclemencias del tiempo obstaculizaron brevemente los trabajos de restauración. Los vientos sostenidos con fuerza de tormenta tropical alcanzaron 72 mph (115,9 km/h) en el aeropuerto,  con ráfagas de hasta 115 mph (185,1 km/h) en los puntos más expuestos y elevados. La histórica Casa del Comisionado del Museo Marítimo de Bermudas perdió lo último de su techo original, que fue severamente dañado por los huracanes Fay y Gonzalo en octubre de 2014. En general, sin embargo, los daños materiales en toda la isla fueron menores.